# Palmette à flammes
La palmette à flammes est un motif de l'art décoratif qui, dans son expression la plus caractéristique, ressemble aux feuilles en éventail d'un palmier. Les palmettes à flammes sont différentes des palmettes ordinaires en ce sens que, traditionnellement, les palmettes avaient tendance à avoir des feuilles très évasées. Cependant, à partir du IIIe siècle av. J.-C., l'extrémité des feuilles a tendance à se retourner, formant ce que l'on appelle le dessin de la « palmette à flammes ».

## Grèce
La première apparition des palmettes à flammes semble se produire avec l'acrotère florale autonome du Parthénon (447–432 av. J.-C.), et légèrement plus tard au temple d'Athéna Nike. Des palmettes à flammes ont ensuite été introduites dans des frises de motifs floraux en remplacement de la palmette régulière. Selon John Boardman, bien que les frises de lotus ou de palmettes étaient connues en Mésopotamie des siècles auparavant, la combinaison contre nature de divers éléments botaniques qui n'ont aucun rapport à l'état sauvage, tels que la palmette, le lotus et parfois les fleurs en rosette, est purement grecque est une innovation purement grecque, qui a ensuite été adoptée à une échelle géographique bien plus large.

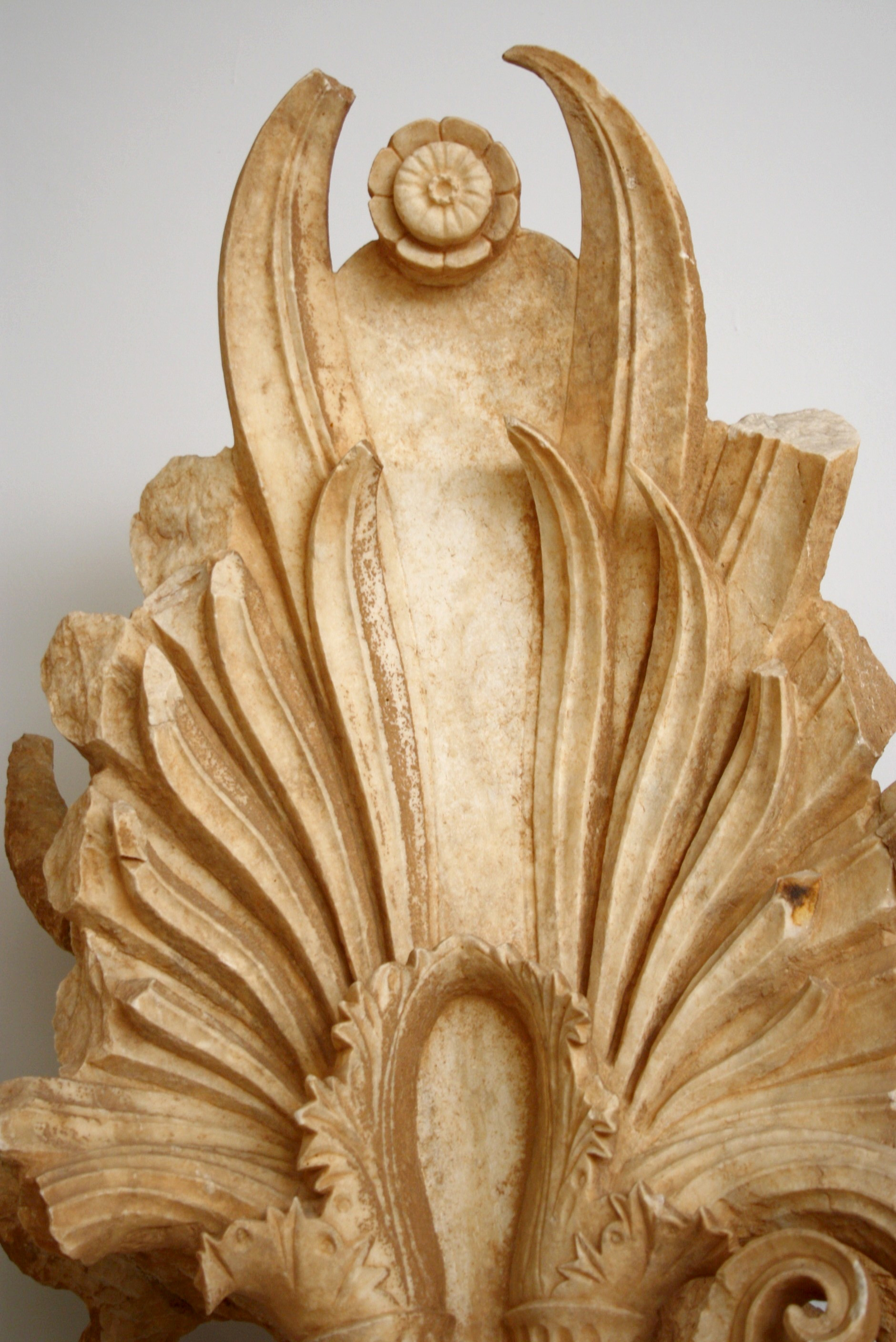
Stèle palmette, IVe siècle av. J.-C., Athènes.
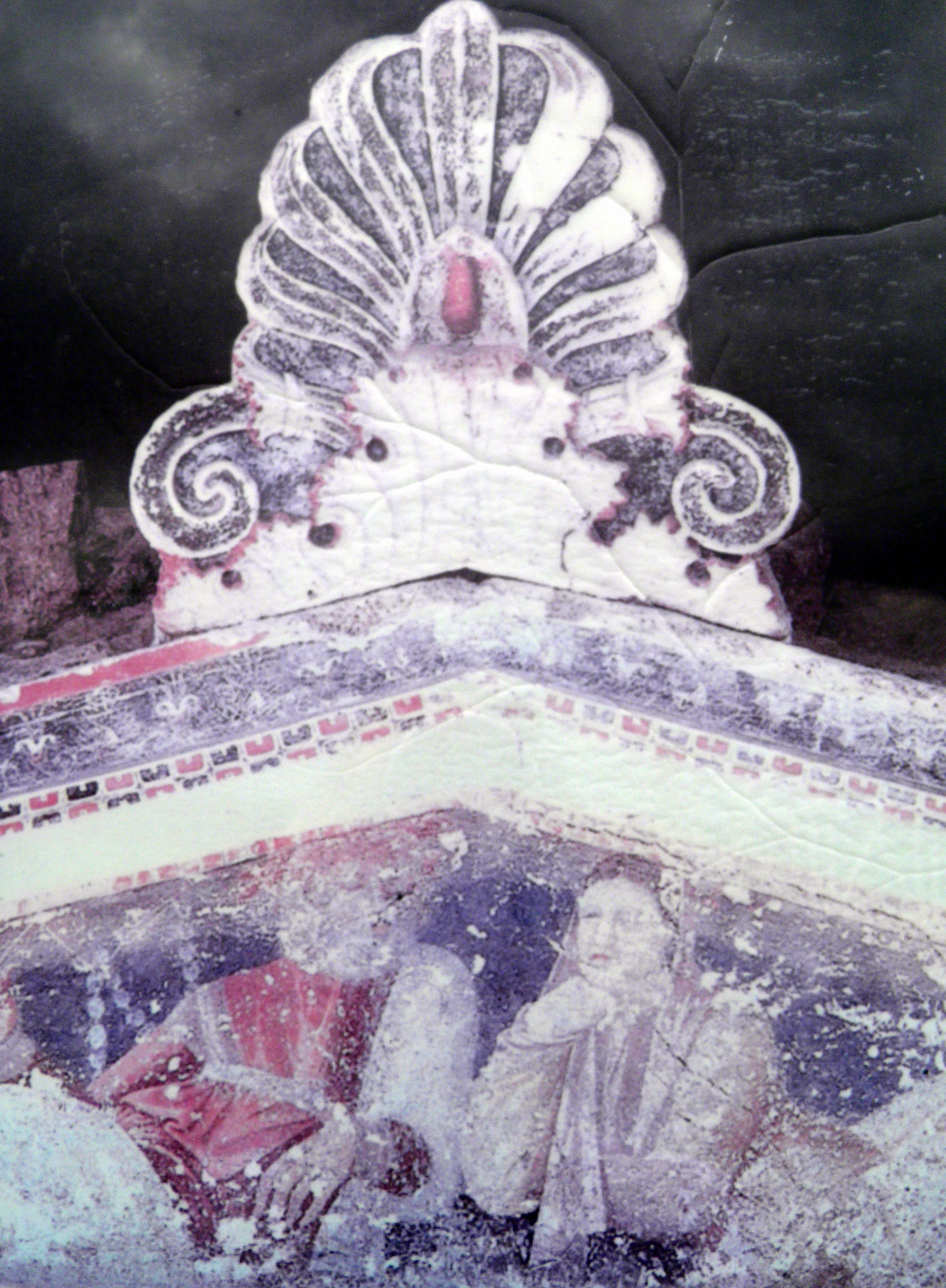
Une palmette à flammes sur la Tombe des palmettes, première moitié du IIIe siècle av. J.-C., Miéza.
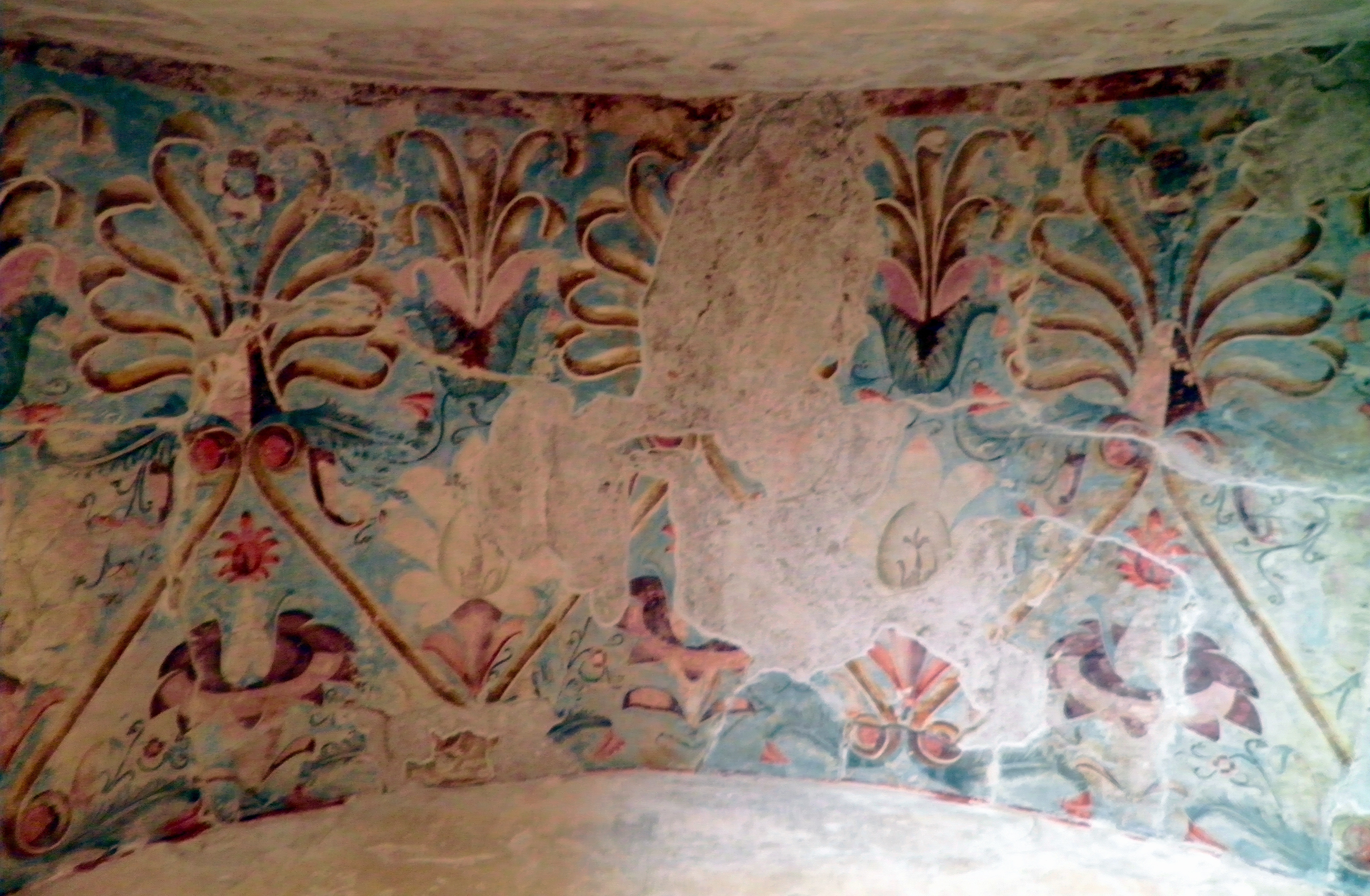
Palmettes à flammes sur la tombe des palmettes, première moitié du IIIe siècle av. J.-C., Miéza.
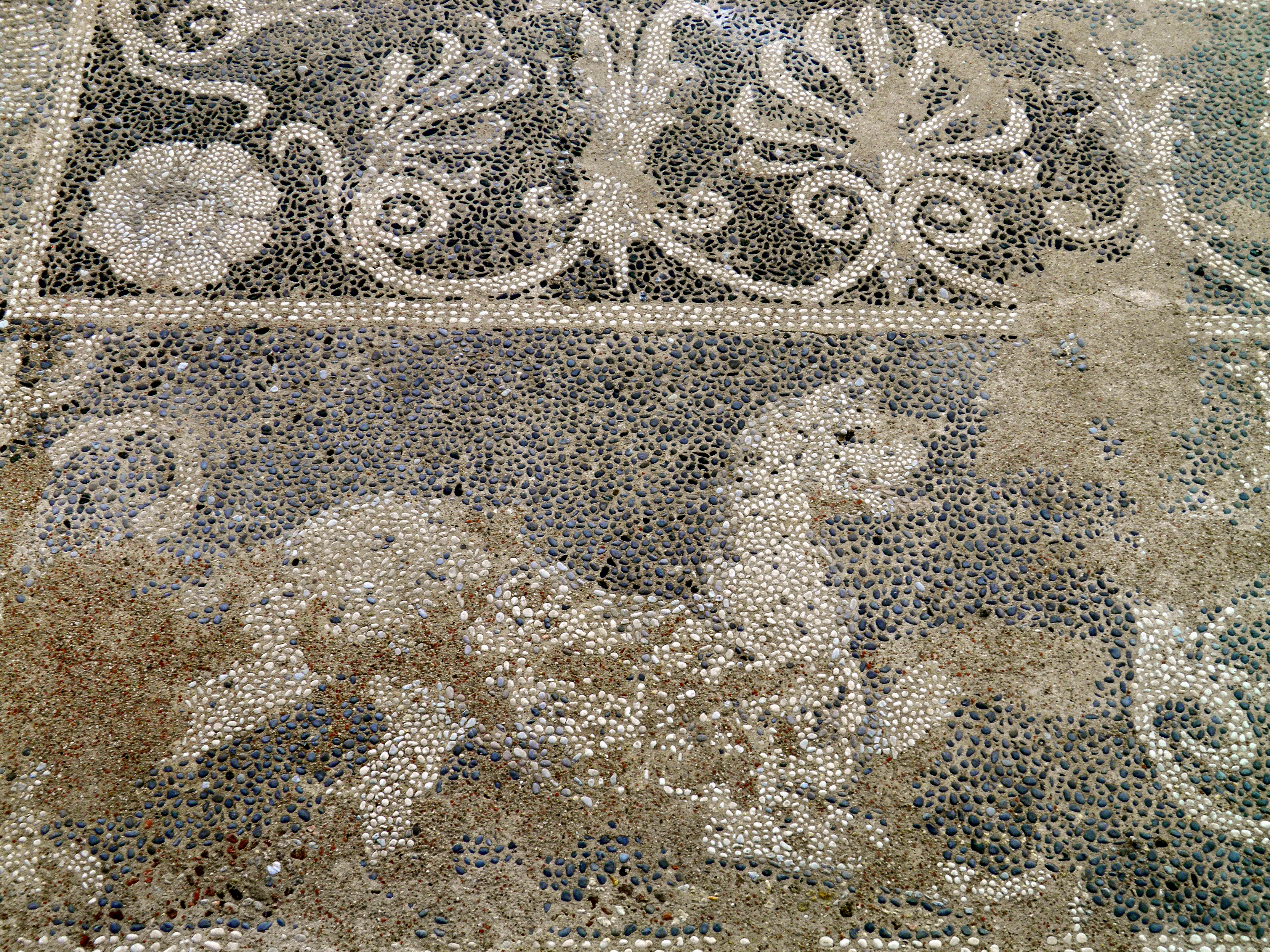
Détail d'une mosaïque de Pella en Macédoine antique.

## Asie Mineure
En Asie Mineure, certaines des premières conceptions de palmettes enflammées se trouvent dans le mausolée d'Halicarnasse, daté de 350 av. J.-C. Elles ont été également largement utilisées au temple ionique de Didymes au IIIe siècle av. J.-C.
| Palmettes à flammes en Asie Mineure |
| - Fragment de frise avec motif de palmette à flammes, Mausolée d'Halicarnasse, 350 avant notre ère. - Palmettes à flammes (au centre) à Didymes, IIIe siècle av. J.-C. - Chapiteau d'Anta avec orné de motif de palmette à flamme, Didymes, Milet. - Chapiteau d'Anta à Didymes. - Chapiteau à Priène. |

## Gréco-Bactriane
La conception de la palmette à flammes qui a été adoptée dans l'architecture hellénistique est devenue très populaire à une grande échelle géographique, en particulier à la suite des conquêtes d'Alexandre le Grand. Dans la ville gréco-bactrienne d'Ai-Khanoum, fondée vers 280 av. J.-C., les antéfixes affichent un dessin de palmette à flammes, tout comme les mosaïques florales.

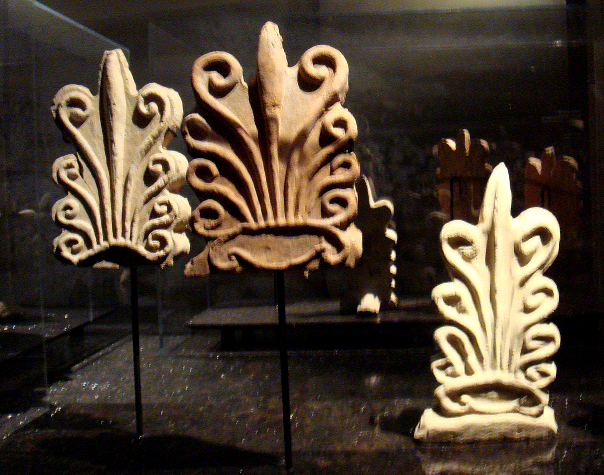
Antéfixes architecturaux au design hellénistique « palmettes à flammes », Ai-Khanoum.
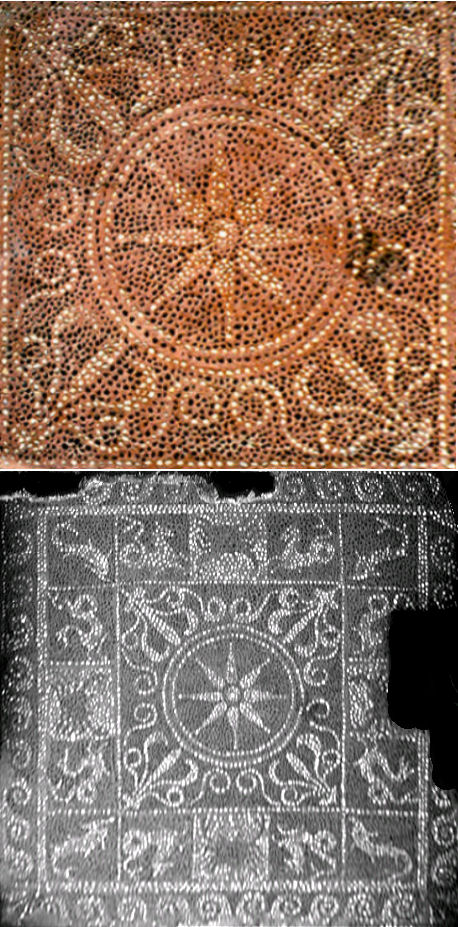
Mosaïque Ai-Khanoum (détail central en couleur).

## Inde

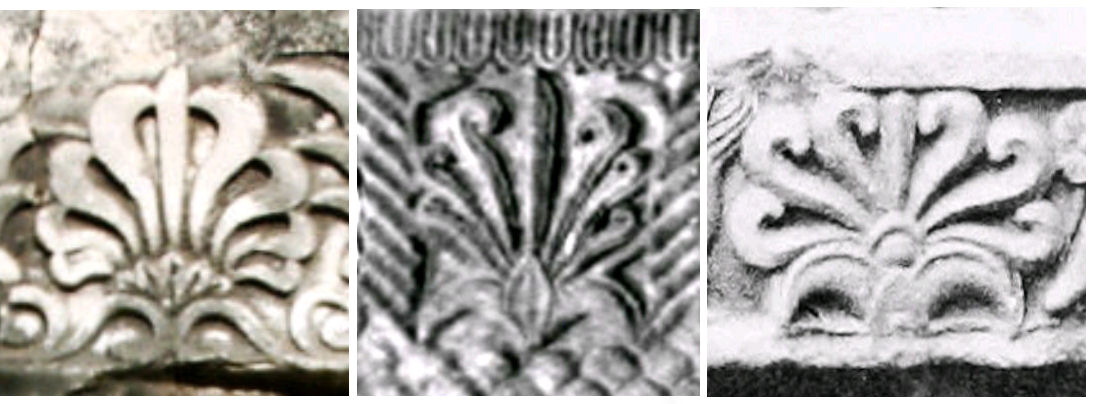
Palmettes à flammes grecques et indiennes. À gauche : Palmette à flammes à Didyma, Ionia, vers 300 av. J.-C. Milieu : capitale de Pataliputra, Inde, À droite : le trône de diamant d'Ashoka, Bodh Gaya, Inde, 250 av. J.-C.

C'est la conception qui a été adoptée par l'Inde au IIIe siècle av. J.-C. pour certaines de ses frises sculpturales, comme sur l'abaque des piliers d'Ashoka, ou la conception centrale de la capitale Pataliputra, probablement à travers l'Empire séleucide ou les villes hellénistiques telles comme Aï Khanoum.
| Palmettes à flammes en Inde |
| - Le chapiteau de Pataliputra (en), avec un dessin central et latéral en « palmette à flammes », IIIe siècle av. J.-C. - Détail de la frise du Trône de diamant, Bodh Gaya, vers 250 avant notre ère. - « Palmettes à flammes » autour d'un lotus, sur le chapiteau du pilier au taureau de Rampurva, Inde, IIIe siècle av. J.-C. - « Palmette à flammes » au sommet de la porte est de Bharhut. - Chapiteau du pilier de Bharhut avec palmette à flammes centrale, vers 100 avant notre ère. - Le chapiteau du lion Mathura (en) avec une palmette à flammes centrale, Ier siècle av. J.-C. - Palmette à flammes Shunga, Ier siècle av. J.-C., Bodh Gaya. - Palmette à flammes de l'Empire Kouchan. - Pilastre, Mathura, IIe siècle av. J.-C. |